# Scott Wilson (ishockeyspelare)
Scott Wilson, född 24 april 1992, är en kanadensisk professionell ishockeyspelare som spelar för Florida Panthers i NHL. 
Han har tidigare spelat för Buffalo Sabres, Detroit Red Wings och Pittsburgh Penguins i NHL och på lägre nivåer för Charlotte Checkers (2010–), Rochester Americans och Wilkes-Barre/Scranton Penguins i AHL och UMass Lowell River Hawks (University of Massachusetts Lowell) i NCAA.
Wilson draftades i sjunde rundan i 2011 års draft av Pittsburgh Penguins som 209:e spelare totalt.
21 oktober 2017 tradeades han, tillsammans med ett tredje val i draften 2018, till Detroit Red Wings i utbyte mot Riley Sheahan.

## Statistik
| 2008–2009   | Georgetown Raiders             | OJHL        | 6   | 0  | 1  | 1  | 2  | 1  | 0 | 0 | 0  | 0  |
| 2009–2010   | Georgetown Raiders             | OJAHL       | 56  | 24 | 43 | 67 | 28 | 11 | 9 | 8 | 17 | 2  |
| 2010–2011   | Georgetown Raiders             | OJHL        | 42  | 20 | 41 | 61 | 59 | 4  | 1 | 2 | 3  | 8  |
| 2011–2012   | UMass Lowell River Hawks       | NCAA        | 37  | 16 | 22 | 38 | 26 | —  | — | — | —  | —  |
| 2012–2013   | UMass Lowell River Hawks       | NCAA        | 41  | 16 | 22 | 38 | 32 | —  | — | — | —  | —  |
| 2013–2014   | UMass Lowell River Hawks       | NCAA        | 31  | 7  | 12 | 19 | 24 | —  | — | — | —  | —  |
|             | Wilkes-Barre/Scranton Penguins | AHL         | 1   | 0  | 0  | 0  | 0  | —  | — | — | —  | —  |
| 2014–2015   | Pittsburgh Penguins            | NHL         | 1   | 0  | 0  | 0  | 0  | 3  | 0 | 0 | 0  | 0  |
|             | Wilkes-Barre/Scranton Penguins | AHL         | 55  | 19 | 22 | 41 | 30 | 3  | 2 | 2 | 4  | 0  |
| 2015–2016   | Pittsburgh Penguins            | NHL         | 24  | 5  | 1  | 6  | 12 | —  | — | — | —  | —  |
|             | Wilkes-Barre/Scranton Penguins | AHL         | 34  | 22 | 14 | 36 | 19 | —  | — | — | —  | —  |
| 2016–2017   | Pittsburgh Penguins            | NHL         | 78  | 8  | 18 | 26 | 32 | 20 | 3 | 3 | 6  | 11 |
| 2017–2018   | Pittsburgh Penguins            | NHL         | 3   | 0  | 0  | 0  | 0  | —  | — | — | —  | —  |
|             | Detroit Red Wings              | NHL         | 17  | 0  | 0  | 0  | 0  | —  | — | — | —  | —  |
|             | Buffalo Sabres                 | NHL         | 49  | 6  | 8  | 14 | 8  | —  | — | — | —  | —  |
| NHL totalt  | NHL totalt                     | NHL totalt  | 172 | 19 | 27 | 46 | 52 | 23 | 3 | 3 | 6  | 11 |
| AHL totalt  | AHL totalt                     | AHL totalt  | 90  | 41 | 36 | 77 | 49 | 3  | 2 | 2 | 4  | 0  |
| NCAA totalt | NCAA totalt                    | NCAA totalt | 109 | 39 | 56 | 95 | 82 | —  | — | — | —  | —  |